# St. Maria (Markt Berolzheim)

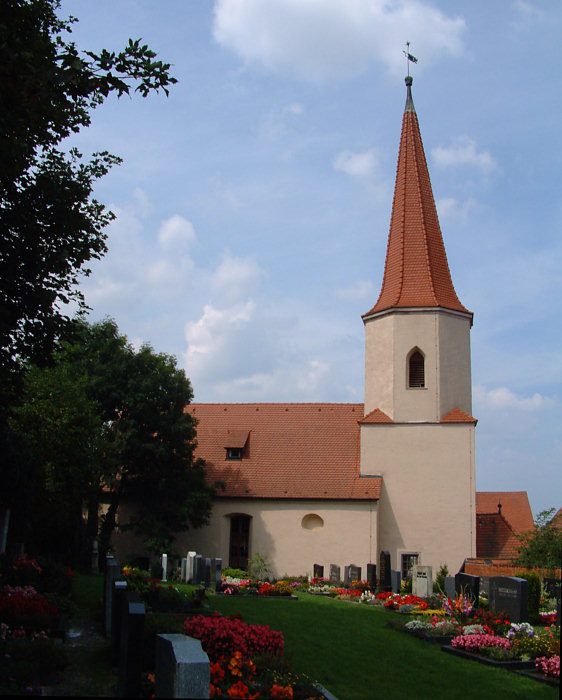
St. Maria (Markt Berolzheim), Bild aufgenommen 2013

Die evangelische, denkmalgeschützte „obere Kirche“ St. Maria steht in Markt Berolzheim im Landkreis Weißenburg-Gunzenhausen (Mittelfranken, Bayern). Das Bauwerk ist unter der Denkmalnummer D-5-77-149-22 als Baudenkmal in der Bayerischen Denkmalliste eingetragen. Die mittelalterlichen und frühneuzeitlichen Befunde im Umfeld der Kirche sind zusätzlich als Bodendenkmal (Nummer: D-5-6931-0471) eingetragen. Das Patrozinium der Kirche ist Maria, Mutter Gottes. Das Bauwerk mit der postalischen Adresse Schlossgasse 5 steht inmitten des Friedhods innerhalb des Berolzheimer Ortskerns und umgeben von weiteren denkmalgeschützten Bauwerken auf einer Höhe von 431 Metern über NHN umgeben vom Dorffriedhof. Die Kirchengemeinde gehört zum Dekanat Pappenheim im Kirchenkreis Nürnberg der Evangelisch-Lutherischen Kirche in Bayern.

## Beschreibung

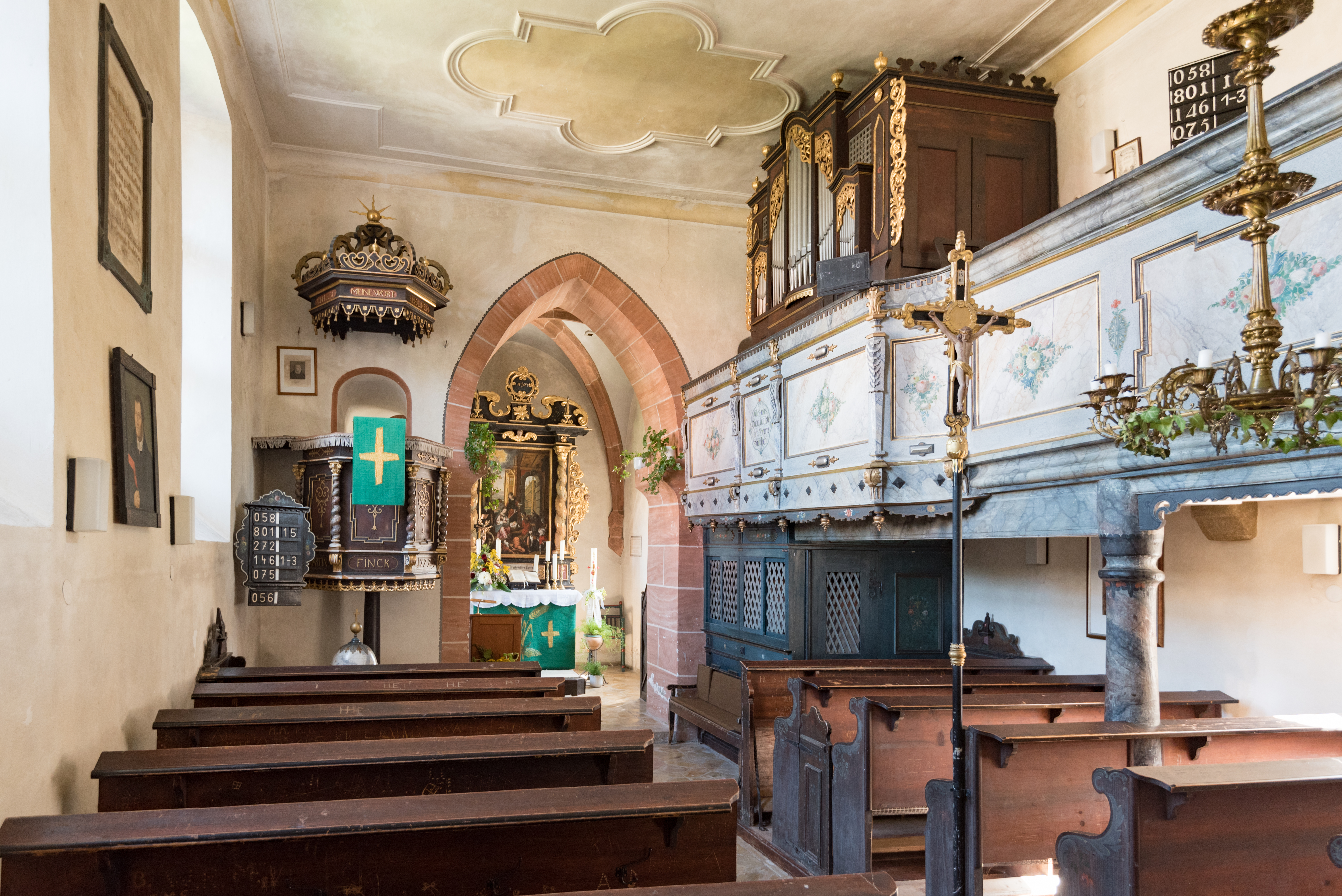
Innenraum

Der Chorturm der Saalkirche im Markgrafenstil stammt im Kern aus dem späten 14. Jahrhundert. Nach der Zerstörung der Saalkirche im Dreißigjährigen Krieg wurde 1688 der Chorturm wieder aufgebaut, später dann das Langhaus instand gesetzt und erweitert. Der Chorturm wurde um ein achteckiges Geschoss zur Unterbringung der drei Kirchenglocken in einem Glockenstuhl aufgestockt und mit einem achtseitigen Knickhelm bedeckt. Der Innenraum des Chors, d. h. das Erdgeschoss des Chorturms, ist mit einem Kreuzrippengewölbe überspannt, der des Langhauses mit einer Flachdecke, die mit Stuck verziert ist. Die Orgel steht nahe dem Chorbogen auf der Empore. Zur Kirchenausstattung gehören der Altar und die Kanzel, die um 1722 gebaut wurden. Außerdem befindet sich in der Kirche ein Opferstock aus dem späten 17. Jahrhundert.